# کتاب ژنتیک مردگان
کتاب ژنتیک مردگان: یک خیال‌پردازیِ داروینی یا ژنتیک مردگان (به انگلیسی: The Genetic Book of the Dead: A Darwinian Reverie) کتابی است که در سال ۲۰۲۴ به قلم ریچارد داوکینز منتشر شد. این کتاب به بررسی این ایده می‌پردازد که هر جانور ممکن است در آینده توسط یک زیست‌شناس و به کمک فناوری پیشرفته به عنوان یک «کتاب» برای مطالعهٔ محیط زندگیِ آن جانور خوانده شود.
مطابق این مفهومِ مطرح‌شده در کتاب، ژن‌های هر موجود، اطلاعاتی ضمنی در مورد محیطی که نیاکان آن در آنجا زنده مانده و زادآوری کرده‌اند را در خود دارند.